# Cabo Denbigh
Cabo Denbigh es parte de la península de Seward en el este de Norton Sound, en Alaska. Es conocido por el sitio arqueológico de Iyatayet, lugar arcaico de recolección de los cazadores.